# Legends Football League
Legends Football League — женская лига американского футбола, созданная в 2013 году. Ранее игра называлась Lingerie Football League (прим. перевод — «Лига футбола в нижнем белье»).

## История
Концепт LFL был создан как альтернатива ТВ-контенту в перерывах розыгрыша Супербоула. Он назывался «Кубок Белья» (англ. Lingerie Bowl) и транслировался по принципу «плати-и-смотри». Первые три кубка были разыграны с 2004 по 2006 года. Следующие три были по разным причинам отменены. В 2009 году создатель LFL, Митч Мортаза, развил концепт до полноценной игры. В 2013 Lingerie Football League сменили название на Legends Football League.

## Общие принципы

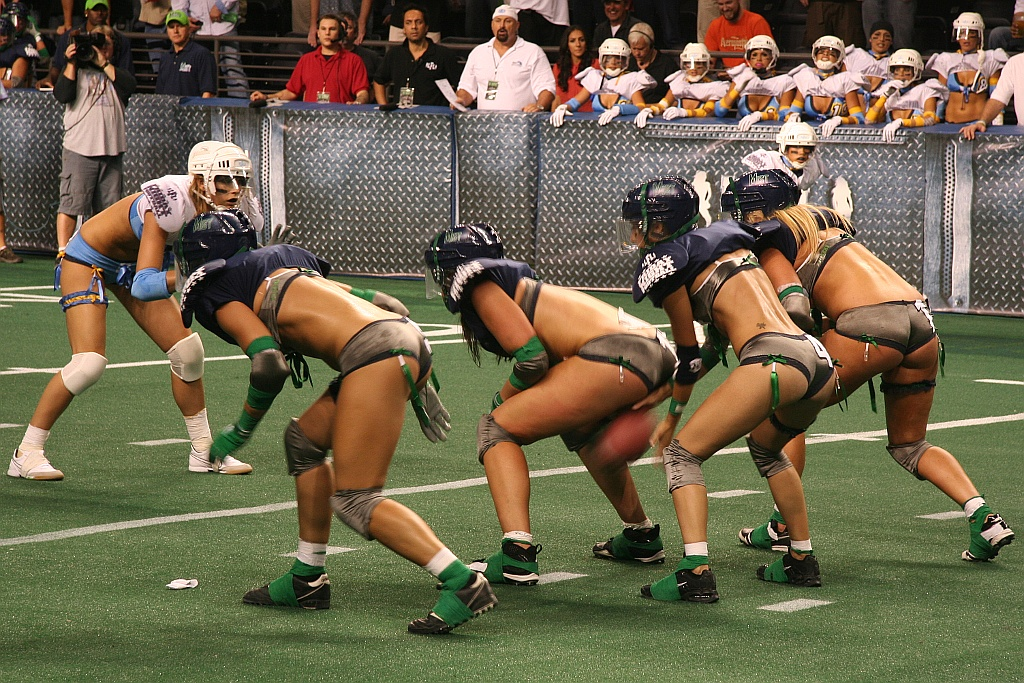
Seattle Mist против San Diego Seduction (11 сентября 2009)

Защита состоит из шлема, наплечников, налокотников и наколенников. Особенность игры заключается в том, что кроме защиты из одежды на игроках присутствует только бюстгальтер и трусы.
Игра проходит на поле уменьшенного размера 50 на 30 ярдов между двумя командами 7 на 7 человек. Матч состоит из четырёх четвертей по 10 минут и перерыва. В случае окончания основного времени с равным счётом игра продлевается на 8 минут до первого победного очка.